# Детский парк (Кохила)
Детский парк (эст. Lastepark) — парк прямоугольной формы в посёлке Кохила площадью 1,4 гектара. 
В парке преобладают лиственные деревья, такие, как липа, клён, дуб, ясень, берёза, вяз, рябина. Из хвойных деревьев представлены ель и пихта.
В парке есть освещение, скамейки, турники, уличные тренажёры, детские площадки. Он внесён в Эстонский реестр объектов спорта (Эстонский спортивный регистр).

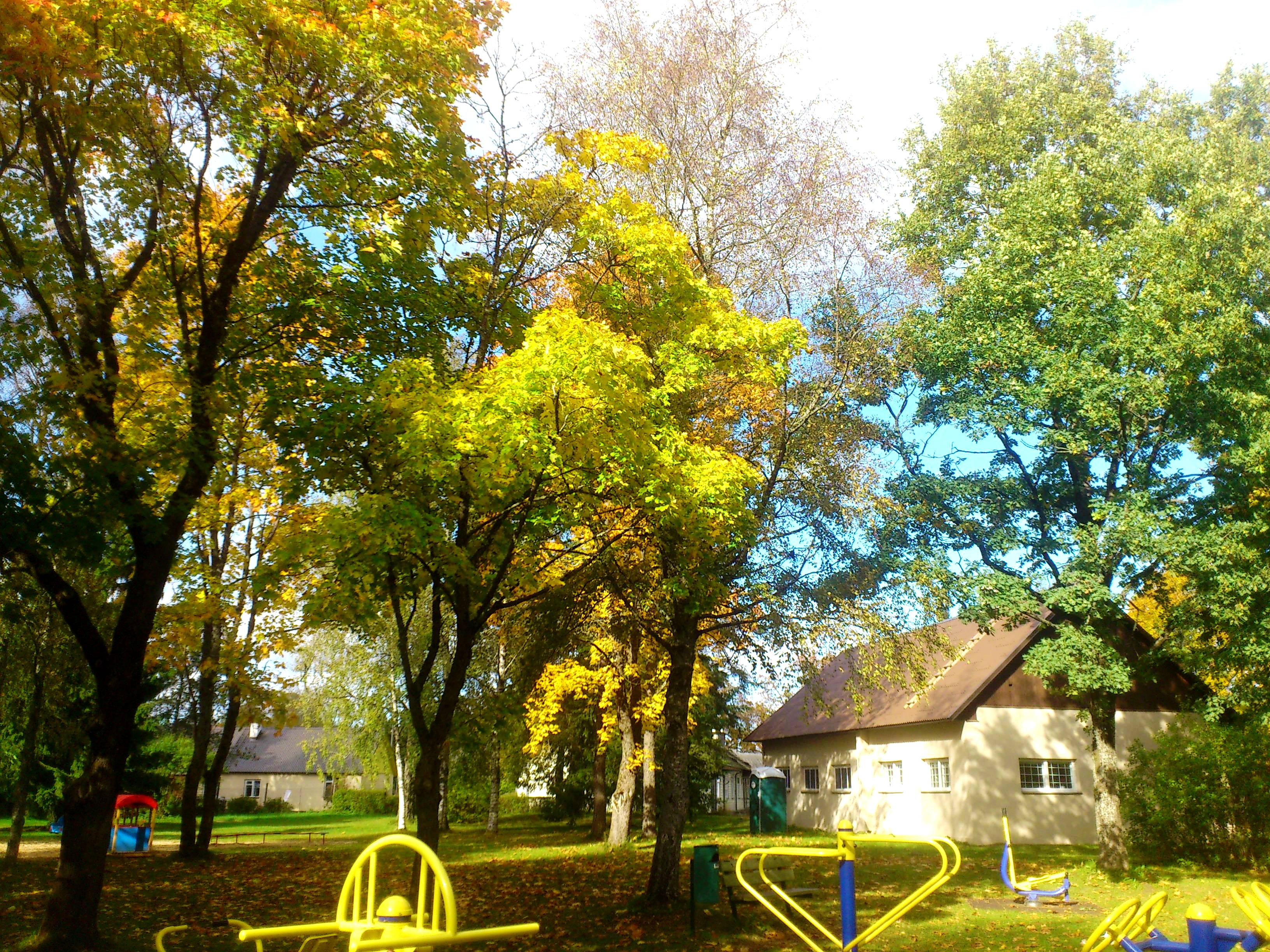
Детский парк осенью
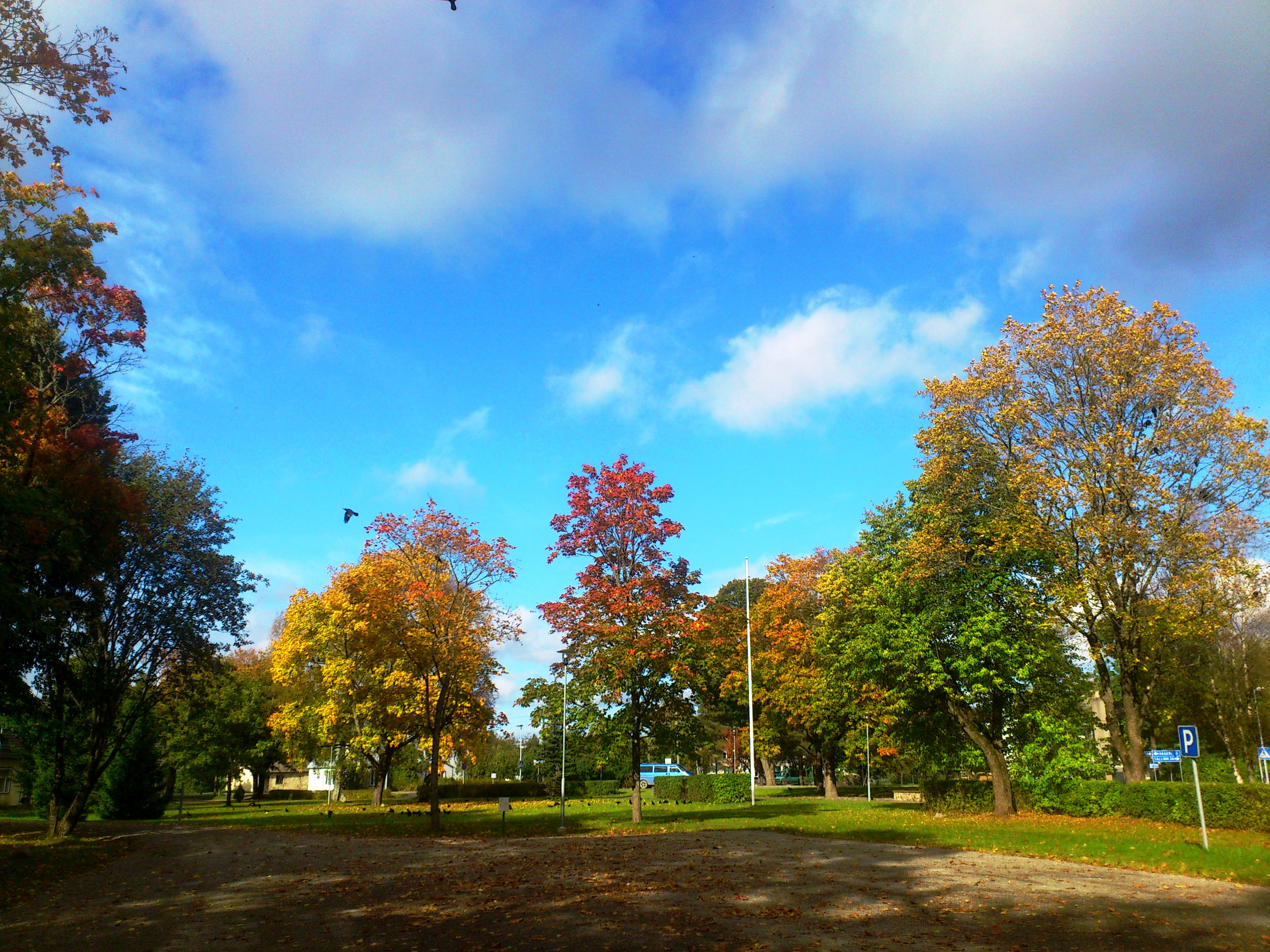
Парковка Детского парка